# Engine Sentai Go-onger
Engine Sentai Go-onger (炎神戦隊ゴーオンジャー (Viêm thần Chiến đội Go-onger) Enjin Sentai Gōonjā), dịch là Chiến đội Viêm thần Go-onger hay  Chiến đội Cơ động Go-onger là series Super Sentai thứ 32 của Toei Company, phát sóng từ ngày 17/2/2008 đến ngày 8/2/2009 trong giờ phim Super Hero Time của TV Asahi bên cạnh Kamen Rider Kiva. Motif của series là động vật, xe cộ và môi trường. Bộ phim được thuyết minh và phát hành tại Việt Nam bởi hãng phim Phương Nam với tên Goonger - Biệt đội Siêu nhân Cơ động. 
Từ Engine trong tiếng Anh là động cơ nên chữ kanji 炎神 phiên âm theo chữ katakana; nhưng đọc theo âm Hán Việt là Viêm thần. Bản Mỹ hóa là Power Rangers: R.P.M và bản lồng tiếng Hàn với tên gọi Power Rangers: Engine Force.

## Câu chuyện
Machine World (マシンワールド, Mashin Wārudo) là một trong mười một Braneworld (ブレーンワールド, Burēnwārudo) bên cạnh thế giới của chúng ta, gọi là Human World (ヒューマンワールド, Hyūman Wārudo), và là nơi ở của chủng tộc sinh vật mang hình hài xe cộ khổng lồ gọi là Engine, những người đã tuyên chiến với đế chế Gaiark vì mong muốn làm ô nhiễm thế giới của họ. Trên đà thua trận, ba Bộ trưởng Ô nhiễm của Gaiark phải chuyển mục tiêu xâm lược sang Human World vì ở đó dễ thực hiện hoá mong ước thiên đường ô nhiễm của chúng hơn. Sáu Engine đã kịp truy đuổi bọn chúng đến Human World, chọn ra năm con người để trở thành chiến hữu của họ, thành lập chiến đội Go-Onger. Về sau, chiến đội có thêm sự tham gia của Go-On Wings và các Engine tộc Wings của họ, cũng như những Engine Cổ đại, và họ cùng nhau chiến đấu chống lại bè lũ Gaiark cũng như những thế lực xấu xa từ những Braneworld khác,

## Nhân vật

### Go-Onger:
Go-Onger là chiến đội gồm năm thành viên hợp tác với cư dân của Machine World gọi là Engine, cùng sinh hoạt trên một chiếc xe RV gọi là Ginjiro-go (ギンジロー号, Ginjirō-gō), và họ sủ dụng những tấm microchip Change Soul (チェンジソウル, Chenji Sōru) để biến thân. Khi hoá thân thành Go-Onger, mỗi người họ đều được trang bị vũ khi Mantan Gun cũng như một vũ khí cá nhân Go-On Gear (ゴーオンギア, Gōon Gia). Trong sự kiện của bộ phim giao lưu Engine Sentai Go-Onger vs. Gekiranger, sau khi bị cướp mất các Engine Soul, nhóm Go-Onger phải lĩnh hội phương pháp chiến đấu Engine Quyền (炎神拳, Enjinken) để có thể chiến đấu, giành lại những chiến hữu của mình, cùng với đó là khả năng thi triển chiêu thức Super-Super Special Highway Buster (超超スペシャルハイウェイバスター, Chō Chō Supesharu Haiwei Basutā).
Những thàm viên ban đầu bao gồm Sousuke, Renn, và Saki, họ sử dụng Change Soul màu xanh đậm cùng với thiết bị điện thoại Go-Phone (ゴーフォン, Gōfon) để biến thân. Khi trang bị vũ khí Bridge Axe, Cowl Laser, và cặp Rocket Dagger, họ có thể thi triển chiêu thức Go-On Bond Spirits (ゴーオンキズナスピリッツ, Gōon Kizuna Supirittsu).
Ngược lại, những thành viên sau của nhóm gồm Hanto và Gunpei, họ sử dụng Change Soul màu xanh lục cùng với thiết bị đeo tay Shift Changer (シフトチェンジャー, Shifuto Chenjā) để biến thân.
Esumi Sousuke (江角 走輔 (Giang Cốc Tẩu Phụ)) - Go-on Red (ゴーオンレッド Gōon Reddo)Biệt danh là 'Speed King', Vua Tốc độ, Sousuke từng là một tay đua với tính cách lạc quan, tích cực, và thường được các tay đua đồng đội nhớ đến là 'Esumi Kỳ diệu' vì niềm tin vào điều kỳ diệu của anh ta. Là một người kiên cường đến mức cứng đầu và tự tin hơn mức cần thiết, Sousuke luôn đương đầu mọi chông gai mà không một giây chần chừ, và luôn sẵn sàng bảo vệ những người đồng đội. Sau khi đánh bại tộc Gaiark, anh trở về đường đua và phải bắt đầu lại bằng việc đua xe go-kart. :Sousuke có thể biến thân thành Go-On Red (ゴーオンレッド, Gōon Reddo). Trong hình thái này, anh có thể thực hiện đòn Go-On Thrust (ゴーオンスラスト, Gōon Surasuto) và Spin Rod Crash (スピンロッドクラッシュ, Supin Roddo Kurasshu) với Mantan Gun ở Rod Mode. Trong sự kiện của phim Engine Sentai Go-onger vs. Gekiranger, anh học được chiêu thức Engine Quyền Gekei Speedor Saber Straight (ゲキスピードルサーベルストレート, Geki Supīdoru Sāberu Sutorēto) và Drrr-Drrr Đạn (ドルドル弾, Doru Doru Dan). Cùng với Geki Red và Rio, anh có thể thực hiện chiêu thức Kích Lâm Viêm Thần Đạn (激臨炎神弾, Gekirin Enjin Dan).:Trong sự kiện của phim Samurai Sentai Shinkenger vs. Go-Onger: GinmakuBang!!, Sousuke sử dụng Đĩa Khủng Long của Shinken Red cùng với Mantan Gun để hoá thân thành Hyper Go-On Red (ハイパーゴーオンレッド, Haipā Gōon Reddo), có thêm cho mình khả năng tương tự Kyoryumaru trong khẩu Mantan Gun ở Rod Mode.
Kousaka Ren (香坂 連 (Hương Bản Liên)) - Go-on Blue (ゴーオンブルー Gōon Burū)
Biệt danh 'Cyclopedia', Bách khoa Toàn thư vì sự tỉ mỉ đến từng chi tiết nhỏ nhất, và cũng đuọc gọi là 'mẹ' (オカン, okan) vì tính cách bao dung cùng tài nấu nướng của mình, Renn là đội phó năng nổ cũng như kỹ thuật viên trưởng của đội nhóm Go-Onger; trước đây, anh từng là tài xế xe bus. Xuyên suốt series, anh đã sáng chế hoặc hiệu chuẩn rất nhiều trang thiết bị của Go-Onger và giúp các Engine hợp thể thành những dạng mạnh mẽ hơn. Sau khi đế chế Gaiark thua cuộc, Renn trở thành thợ cơ khí cho Sousuke trong trường đua go-kart.
Renn có thể biến thân thành Go-On Blue (ゴーオンブルー, Gōon Burū). Khi ở hình thái này, anh có thể thực hiện đòn Go-On Drift (ゴーオンドリフト, Gōon Dorifuto) và Sniper Shoot (スナイパーシュート, Sunaipā Shūto) khi sử dụng Mantan Gun tương tự ở Rod Mode hoặc Gun Mode. Trong sự kiện của phim Engine Sentai Go-onger vs. Gekiranger, anh học được chiêu thức Engine Quyền On-On Đạn (オンオン弾, On'on Dan).
Rouyama Saki (楼山 早輝 (Lâu San Tảo Huy)) - Go-on Yellow (ゴーオンイエロー Gōon Ierō)Biệt danh 'Sweet Angel', Thiên thần Ngọt ngào, tùng là một nhân viên tiếp thị làm việc ở trường đua Twin Ring Motegi. Cô thường được biết đến với tính cách tươi vui, hoạt bát, thứ bắt nguồn từ một cuộc gặp gỡ với một linh hồn rừng già, người dạy cho cô luôn tươi cười. Trong trận chiến giữa Go-Onger và Gaiark, Saki có hai lần tạm tách khỏi đội nhóm chính để thành lập nhóm nhỏ tên G3 Princess (G３プリンセス, Jī Surī Purinsesu) và nhóm idol Go-On Princess (ゴーオンプリンセス, Gōon Purinsesu) để đánh bại những đối thủ riêng lẻ. Sau khi đánh bại Gaiark, Saki tiếp tục thực hiện ước mơ mở một tiệm bánh ngọt.: Saki có thể biên thân thành Go-On Yellow (ゴーオンイエロー, Gōon Ierō). Trong hình dạng này, cô có thể thực hiện đòn Go-On Spin (ゴーオンスピン, Gōon Supin) và Machinegun Shoot (マシンガンシュート, Mashingan Shūto) cùng với Mantan Gun tương tự ở Rod Mode và Gun Mode. Cùng với Go-On Silver, cô có thể thi triển đòn Flower Cannonball (フラワーキャノンボール, Furawā Kyanonbōru). Trong sự kiện của phim Engine Sentai Go-onger vs. Gekiranger, cô học được chiêu thức Engine Quyền V-V Đạn (ブイブイ弾, Bui Bui Dan).: Cùng với các thành viên G3 Princess, Saki có thể thi triển đòn G3 Triangle (G３トライアングル, Jī Surī Toraianguru) và Princess Cannonball (プリンセスキャノンボール, Purinsesu Kyanonbōru). Cùng với thành viên Go-On Princess, cô có thể thi triển đòn Princess Triple Attack (プリンセストリプルアタック, Purinsesu Toripuru Atakku) và Princess Triple Punch  (プリンセストリプルパンチ, Purinsesu Toripuru Panchi.)
Jou Hanto (城 範人 (Thành Phạm Nhân)) - Go-on Green (ゴーオングリーン Gōon Gurīn)Biệt danh 'Vagabond', Kẻ Du mục, cậu là một con người đầy nhiệt huyết, tốt bụng, nhưng lại có phần trẻ con; cậu từng là nhân viên bán thời gian ở tiệm Doki Doki Pizzeria, và sau đó trở thành Go-Onger sau khi giúp đỡ Ishihara Gunpei trả Engine Cast cho đội hình Go-Onger gốc.: Hanto có thể biến thân thành Go-On Green (ゴーオングリーン, Gōon Gurīn). Khi ở hình dạng này, cậu có thể thi triển đòn Cycle Punch (サイクルパンチ, Saikuru Panchi). Trong sự kiện của phim Engine Sentai Go-onger vs. Gekiranger, cậu học được chiêu thức Engine Quyền Bir-Bir Đạn (バルバル弾, Baru Baru Dan).
Ishihara Gunpei (石原 軍平 (Thạch Nguyên Quân Bình)) - Go-on Black (ゴーオンブラック Gōon Burakku)Biệt danh 'Chaser', Thợ săn, anh là một cựu viên cảnh sát có phần tự ti, sôi nổi thái quá và hay có thái độ oai phong và nghiêm túc, cùng với đó là tài nghệ thiện xạ xuất sấc và niềm đam mê mãnh liệt với lẽ phải. Sau khi chứng kiến những trận chiến đầu tiên của nhóm đội Go-Onger ban đầu với bẻ lũ Gaiark, Gunpei đã nghỉ làm ở lực lượng cảnh sát sau khi họ từ chối giúp đỡ các chiến binh. Khi biết được danh tích của ba Go-Onger ban đầu, anh đã không tù mọi thủ đoạn chỉ để có thể tham gia cùng họ chiến đấu, đến mức bắt giữ đồng minh của họ là Bomper và trộm những Engine Cast. Tuy nhiên, sau khi biết lý do vì sao ba người được chọn, Gunpei đã trao trả lại Engine Cast và chính thức trở thành một Go-Onger. Sau khi đánh bại Gaiark, Gunpei quay lại lực lượng cảnh sát và trở thành một thanh tra. :Gunpei có thể biến thân thành Go-On Black (ゴーオンブラック, Gōon Burakku). Trong sự kiện của phim Engine Sentai Go-onger vs. Gekiranger, anh học được chiêu thức Engine Quyền Ganga-Ganga Đạn (ガンガガンガ弾, Ganga Ganga Dan).:

### Go-on Wings:
Nhóm đội Go-On Wings (ゴーオンウイングス, Gōon Uingusu) là một chiến đội ưu tú gồm hai thành viên là anh em nhà Sutou, người xuất thân từ lối sống Plutocratic. Họ được chọn bởi các Engine tộc Wings vì khả năng ngoại cảm của mình, và được mang đến Machine World để nhận sự huấn luyện của Engine Jum-Bowhale và trở thành Go-On Wings trước cả khi đội nhóm Go-Onger được thành lập. Tuy nhiên, cũng vì sự dày dặn kinh nghiệm này và ban đầu, họ coi Go-Onger là những kẻ quá nghiệp dư để bảo vệ Trái Đất, cho đến khi Jum-Bowhale chỉ cho họ thấy sự độc đáo của Go-Onger, từ từ  giúp nhóm Go-On Wings trở thành đồng minh lợi hại của Go-Onger. Sau khi thành công đánh đổ tộc Gaiark, hai người họ tiếp tục trách nhiệm với gia đình và trở thành những người của xã hội thượng lưu, dù Hiroto không quá hứng thú với chuyện này. Trong sự kiện của Engine Sentai Go-onger vs. Gekiranger, hai anh em Go-On Wings đuọc tiết lộ là đã có thời gian theo học quyền pháp Geki Jyuken Beast Arts từ Gorie Yen. 
Khác với năm chiến binh Go-Onger, anh em nhà Sutou sử đụng Change Soul màu đỏ cùng với thiết bị Wing Trigger để biến thân. Khi ở hình dạng Go-On Wings, họ có cho mình trang bị Rocket Dagger, thứ cho họ khả năng bay lượn thông qua tính năng Jet Dagger (ジェットダガー, Jetto Dagā) và thi triển những đòn tấn công nguyên tố. Họ cũng có thể kết hợp Wing Trigger và Rocket Dagger để tạo thành Wing Booster, cho phép họ thực hiện đòn két thúc Hyper Cannonball (ハイパーキャノンボール, Haipā Kyanonbōru) cùng với các Go-Onger. 
Sutou Hiroto (須塔 大翔 (Tu Tháp Đại Tường)) - Go-on Gold (ゴーオンゴールド Gōon Gōrudo)Biệt danh 'Philosopher', Triết gia, là đội trưởng có phần lạnh lùng và khó gần của đội nhóm Go-On Wings và là một người thuần thục trong chiến đấu. Anh thường tập luyện boxing và kickboxing, và sở hữu khả năng ngoại cảm giúp anh cảm nhận được hiểm nguy ở gần. Vẻ ngoài lạnh lùng là thế, nhưng trong anh là một con tim nhiệt huyết và một tinh thần sẵn sàng đặt tính mạng lên bàn cân để bảo vệ những điều anh trân quý. Vì tính cách này mà anh được xem là người cha của đội nhốm Go-Onger.: Hiroto có thể biến thân thành Go-on Gold (ゴーオンゴールド, Gōon Gōrudo).
Sutou Miu (須塔 美羽 (Tu Tháp Mỹ Vũ)) - Go-on Silver (ゴーオンシルバー Gōon Shirubā)Biệt danh 'Lovely Sensation', Hiện tượng Kiều diễm, là em gái của Hiroto và là người có tính cách hơi tiểu thư, thành thạo aikido, và là một nhà ngoại cảm với khả năng cảm nhận được điều gì đó qua nhũng đoá hoa cô thường chăm sóc. Cô đuọwcc cho thấy là rất trông cậy vào người anh trai mà cô thường gọi là 'ani', cùng với đó là ước muốn cải thiện những con người mà cô cho là không vừa mắt. Xuyên suốt series, cô có mối quan hệ bạn bè thân thiết với Rouyama Saki và tình cảm đơn phương cho Esumi Sousuke. Cô cũng từng tạm tách khỏi nhóm Go-On Wings để tham gia nhóm G3 Princess và nhóm idol Go-On Princess để đánh bại đối thủ riêng lẻ trong hai dịp khác nhau. Miu có thể biến thân thành Go-on Silver (ゴーオンシルバー, Gōon Shirubā). Cùng với Go-on Yellow, cô có thể thi triển đòn Flower Cannonball.

## Tập phim
1. Nhân danh chính nghĩa (正義ノミカタ Seigi no Mikata?)
2. Những gã liều lĩnh (無茶ナヤツラ Mucha na Yatsura?)
3. Căn cứ điều tra (捜査ノキホン Sōsa no Kihon?)
4. Chiến hữu rắc rối (炎神トラブル Enjin Toraburu?)

Logo của loạt phim.

5. Thỉnh thoảng là Bà mẹ hiền!? (時々オカン！？ Tokidoki Okan!??)
6. Trái tim thiếu nữ (乙女ノココロ Otome no Kokoro?)
7. Chiến hữu - cộng sự (相棒アミーゴ Aibō Amīgo?)
8. Điều kỳ diệu nhất (最高ノキセキ Saikō no Kiseki?)
9. Ngày mai sẽ đến (明日ガアルサ Ashita ga Arusa?)
10. Sẵn sàng tấn công! (発車オーライ Hassha Ōrai?)
11. Giắc cắm sóng điện (電波ジャック Denpa Jakku?)
12. Sosuke là người xấu sao!? (走輔バンキ！？ Sōsuke Banki!??)
13. Chàng trai hào hiệp (侠気マンタン Otokogi Mantan?)
14. Hồi hộp mỗi ngày (毎日ドキドキ Mainichi Doki Doki?)
15. Động cơ chết máy (炎神ストール Enjin Sutōru?)
16. Khôi phục danh dự (名誉バンカイ Meiyo Bankai?)
17. Đôi cánh chính nghĩa (正義ノツバサ Seigi no Tsubasa?)
18. Anh hùng đời thường (庶民ヒーロー Shomin Hīrō?)
19. Tấm chân tình của Gunpei (軍平ノホンネ Gunpei no Honne?)
20. Huynh đệ tương tàn!? (兄妹バトル！？ Kyōdai Batoru!??)
21. Những đứa trẻ to xác (幼稚ナヤツラ Yōchi na Yatsura?)
22. Ước nguyện cuối cùng (最後ノノゾミ Saigo no Nozomi?)
23. Tên phản tặc liều lĩnh (暴走ヒラメキ Bōsō Hirameki?)
24. Nụ cười đầu tiên (最初ノエガオ Saisho no Egao?)
25. Tạm biệt mẹ (母上（オカン）サヨナラ Okan Sayonara?)
26. Chuyện tình yêu (恋愛カンケイ Ren'ai Kankei?)
27. Cháu gái của Hant!? (孫娘ハント！？ Magomusume Hanto!??)
28. Chiến hữu Gunpei (相棒グンペイ Aibō Gunpei?)
29. Ngăn cản Hiroto (大翔ヲトメロ Hiroto o Tomero?)
30. Cú đấm tình bạn (友情ノパンチ Yūjō no Panchi?)
31. Thần tượng trình làng (歌姫（アイドル）デビュー Aidoru Debyū?)
32. Cuộc truy tìm kho báu (秘宝ヲサガセ Hihō o Sagase?)
33. Cỗ máy nguyên thủy (原始エンジン Genshi Enjin?)
34. Người phụ nữ ma quái (悪魔ナオンナ Akuma na Onna?)
35. Hẹn ước chiến hữu cơ động (炎神ノキズナ Enjin no Kizuna?)
36. Sosuke… Bất diệt (走輔…トワニ Sōsuke… Towa ni?)
37. Xe cơ động xấu xa (炎神バンキ！？ Engine Banki!??)
38. Cô gái chân thật (乙女ノホンキ Otome no Honki?)
39. Những đứa trẻ nhớ nhà (郷愁ノコドモ Kyōshū no Kodomo?)
40. Tướng quân trở lại (将軍フッカツ Shōgun Fukkatsu?)
41. Bí quyết chăm sóc trẻ em (育児ノススメ Ikuji no Susume?)
42. Bí mật trường học (学園ノヒミツ Gakuen no Himitsu?)
43. Tổng vệ sinh cuối năm (年末オソウジ Nenmatsu Osōji?)
44. Vệ sĩ đêm giáng sinh (聖夜ヲマモレ Seiya wo Mamore?)
45. Giấc mơ đầu năm!? (初夢キカク！？ Hatsuyume Kikaku!??)
46. Bomper đi bụi (家出ボンパー Iede Bonpā?)
47. Cải tổ nội các (内閣カイゾウ Naikaku Kaizō?)
48. Giải tán chính nghĩa (正義カイサン Seigi Kaisan?)
49. Trận chiến cuối cùng (最終ケッセン Saishū Kessen?)
50. Con đường chính nghĩa (正義ノロード Seigi no Rōdo?)

Tập đặc biệt: It's a Seminar! Everyone GO-ON!! (セミナールだよ！全員GO-ON!! Semināru da yo! Zen'in Gōon!!)

## Diễn viên
- Esumi Sōsuke/Go-on Red: Yasuhisa Furuhara (古原 靖久 Furuhara Yasuhisa?)[2]
- Renn Kōsaka/Go-on Blue: Shinwa Kataoka (片岡 信和 Kataoka Shinwa?)[3]
- Saki Rōyama/Go-on Yellow: Rina Aizawa (逢沢 りな Aizawa Rina?)[4]
- Hant Jō/Go-on Green: Masahiro Usui (碓井 将大 Usui Masahiro?)[5]
- Gunpei Ishihara/Go-on Black: Kenji Ebisawa (海老澤 健次 Ebisawa Kenji?)[6]
- Hiroto Sutō/Go-on Gold: Hidenori Tokuyama (徳山 秀典 Tokuyama Hidenori?)[7]
- Miu Sutō/Go-on Silver: Yumi Sugimoto (杉本 有美 Sugimoto Yumi?)[7]
- Kegalesia: Nao Oikawa (及川 奈央 Oikawa Nao?)[8]
  - Oikawa cũng xuất hiện với tư cách khách mời trong tập cuối với tư cách là khách hàng tại tiệm bánh của Saki.

### Diễn viên phục trang
- Go-on Red, Engine-Oh, Engine-Oh G6, Engine-Oh G9, Engine-Oh G12: Hirofumi Fukuzawa (福沢 博文 Fukuzawa Hirofumi?)
- Go-on Blue: Yoshifumi Oshikawa (押川 善文 Oshikawa Yoshifumi?)
- Go-on Yellow: Sanae Hitomi (人見 早苗 Hitomi Sanae?)
- Go-on Green: Yasuhiro Takeuchi (竹内 康博 Takeuchi Yasuhiro?)
- Go-on Black: Yasuhiko Imai (今井 康彦 Imai Yasuhiko?)
- Go-on Gold: Jun Watanabe (渡辺 淳 Watanabe Jun?)
- Go-on Silver: Mizuho Nogawa (野川 瑞穂 Nogawa Mizuho?)
- Yogostein: Riichi Seike (清家 利一 Seike Riichi?)
- Kitaneidas, GunBir-Oh: Hideaki Kusaka (日下 秀昭 Kusaka Hideaki?)
- Hiramechimedes, Seiku-Oh, Go-Roader GT: Yūichi Hachisuka (蜂須賀 祐一 Hachisuka Yūichi?)
- Yogoshimacritein: Jiro Okamoto (岡元 次郎 Okamoto Jiro?)
- Barbaric Machine Beasts: Toshihiro Ogura (小倉 敏博 Ogura Toshihiro?)